# Trzeci gabinet Johna Howarda
Trzeci gabinet John Howarda – sześćdziesiąty trzeci gabinet federalny Australii, urzędujący od 26 listopada 2001 do 22 grudnia 2004. Był gabinetem koalicyjnym Liberalnej Partii Australii (LPA) i Narodowej Partii Australii (NPA). 

## Okoliczności powstania i dymisji
Gabinet urzędował przez pełną, trzyletnią kadencję Izby Reprezentantów. Powstał po wyborach w 2001, w których rządząca od 1996 koalicja uzyskała drugą reelekcję. Kolejne wybory odbyły się w 2004 i przyniosły następne zwycięstwo LPA i NPA, dzięki czemu premier John Howard mógł sformować swój czwarty gabinet.

## Skład
| stanowisko                                                      | osoba            | partia | od                  | do                   |
| --------------------------------------------------------------- | ---------------- | ------ | ------------------- | -------------------- |
| premier                                                         | John Howard      | LPA    | 22 listopada 2001   | 22 października 2004 |
| wicepremier                                                     | John Anderson    | NPA    | 22 listopada 2001   | 22 października 2004 |
| minister transportu i służb regionalnych                        | John Anderson    | NPA    | 22 listopada 2001   | 22 października 2004 |
| minister skarbu                                                 | Peter Costello   | LPA    | 22 listopada 2001   | 22 października 2004 |
| minister obrony                                                 | Robert Hill      | LPA    | 22 listopada 2001   | 22 października 2004 |
| minister spraw zagranicznych                                    | Alexander Downer | LPA    | 22 listopada 2001   | 22 października 2004 |
| minister ds. rodziny i służb społecznych                        | Amanda Vanstone  | LPA    | 22 listopada 2001   | 7 października 2003  |
| minister ds. rodziny i służb społecznych                        | Kay Patterson    | LPA    | 7 października 2003 | 22 października 2004 |
| minister wspierająca premiera w kwestiach statusu kobiet        | Amanda Vanstone  | LPA    | 22 listopada 2001   | 7 października 2003  |
| minister wspierająca premiera w kwestiach statusu kobiet        | Kay Patterson    | LPA    | 7 października 2003 | 22 października 2004 |
| minister komunikacji, technologii informacyjnych i sztuki       | Richard Alston   | LPA    | 22 listopada 2001   | 7 października 2003  |
| minister komunikacji, technologii informacyjnych i sztuki       | Daryl Williams   | LPA    | 7 października 2003 | 18 lipca 2004        |
| minister komunikacji, technologii informacyjnych i sztuki       | Helen Coonan     | LPA    | 18 lipca 2004       | 22 października 2004 |
| minister środowiska i dziedzictwa                               | David Kemp       | LPA    | 22 listopada 2001   | 18 lipca 2004        |
| minister środowiska i dziedzictwa                               | Ian Campbell     | LPA    | 18 lipca 2004       | 22 października 2004 |
| wiceprzewodniczący Federalnej Rady Wykonawczej                  | David Kemp       | LPA    | 22 listopada 2001   | 18 lipca 2004        |
| wiceprzewodniczący Federalnej Rady Wykonawczej                  | Nick Minchin     | LPA    | 18 lipca 2004       | 22 października 2004 |
| prokurator generalny                                            | Daryl Williams   | LPA    | 22 listopada 2001   | 7 października 2003  |
| prokurator generalny                                            | Philip Ruddock   | LPA    | 7 października 2003 | 22 października 2004 |
| minister handlu                                                 | Mark Vaile       | NPA    | 22 listopada 2001   | 22 października 2004 |
| minister imigracji, multikulturalizmu i spraw ludności rdzennej | Philip Ruddock   | LPA    | 22 listopada 2001   | 7 października 2003  |
| minister imigracji, multikulturalizmu i spraw ludności rdzennej | Amanda Vanstone  | LPA    | 7 października 2003 | 22 października 2004 |
| minister wspierający premiera w kwestiach pojednania            | Philip Ruddock   | LPA    | 22 listopada 2001   | 7 października 2003  |
| minister wspierający premiera w kwestiach pojednania            | Amanda Vanstone  | LPA    | 7 października 2003 | 22 października 2004 |
| minister finansów i administracji                               | Nick Minchin     | LPA    | 22 listopada 2001   | 22 października 2004 |
| minister rolnictwa, rybołówstwa i leśnictwa                     | Warren Truss     | NPA    | 22 listopada 2001   | 22 października 2004 |
| minister ds. zatrudnienia i warunków pracy                      | Tony Abbott      | LPA    | 22 listopada 2001   | 7 października 2003  |
| minister ds. zatrudnienia i warunków pracy                      | Kevin Andrews    | LPA    | 7 października 2003 | 22 października 2004 |
| minister wspierający premiera w kwestiach służby cywilnej       | Tony Abbott      | LPA    | 22 listopada 2001   | 7 października 2003  |
| minister wspierający premiera w kwestiach służby cywilnej       | Kevin Andrews    | LPA    | 7 października 2003 | 22 października 2004 |
| minister zdrowia i osób starszych                               | Kay Patterson    | LPA    | 22 listopada 2001   | 7 października 2003  |
| minister zdrowia i osób starszych                               | Tony Abbott      | LPA    | 7 października 2003 | 22 października 2004 |
| minister edukacji, nauki i kształcenia                          | Brendan Nelson   | LPA    | 22 listopada 2001   | 22 października 2004 |
| minister przemysłu, turystyki i zasobów                         | Ian Macfarlane   | LPA    | 22 listopada 2001   | 22 października 2004 |